# روبن سالدانا
روبن سالدانا هو لاعب كرة قدم برتغالي في مركز الوسط، ولد في 27 يناير 1988 في Arcozelo (Vila Nova de Gaia) ‏ في البرتغال. شارك مع منتخب البرتغال تحت 20 سنة لكرة القدم. أما مع النوادي، فقد لعب مع نادي تونديلا ونادي سانتا كلارا ونادي شافهاوزن ونادي فارزيم ونادي ليتشويس.

## وصلات خارجية
- روبن سالدانا على موقع قاعدة بيانات كرة القدم.إي يو (الإنجليزية)
- روبن سالدانا على موقع Soccerway.com (الإنجليزية)